# Fokaja

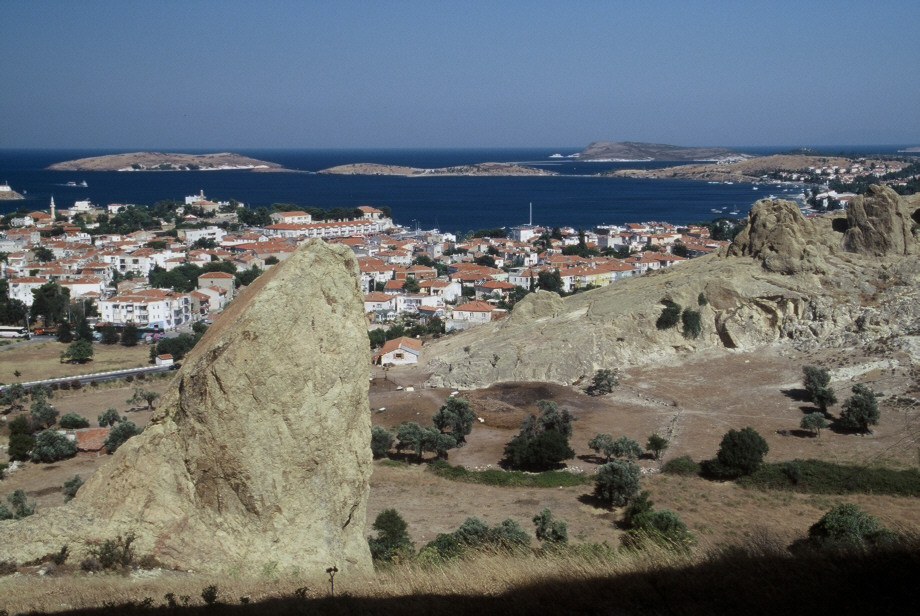
Ruiny starożytnej Fokai, w oddali widoczne wyspy syren

Fokaja, Focja (gr. Φώκαια, łac. Phocaea) – starożytne miasto greckie na zachodnim brzegu Anatolii, na północny zachód od Smyrny (dzisiejszego Izmiru), na północnym brzegu Zatoki Smyrneńskiej. 
Założone przez Jonów prawdopodobnie w X w. p.n.e. Należało do najsilniejszych miast regionu. Razem z Miletem założyło nad Morzem Czarnym m.in. kolonie Amisos i Apollonia Pontyjska (tę drugą w roku 609 p.n.e.), a samodzielnie Lampsakos nad Hellespontem w 654 p.n.e.
Później Fokaja rozpoczęła kolonizację zachodnich wybrzeży Morza Śródziemnego. Około roku 600 p.n.e. Fokajczycy założyli Massalię (dzisiejsza Marsylia), a około 560 p.n.e. Alalię na Korsyce. Niewykluczone, że założyli również krótkotrwałe kolonie na Sardynii. Ich flota pokonała na początku VI w. p.n.e. Kartagińczyków, co pozwoliło Fokajczykom czerpać duże zyski z handlu w północno-zachodniej części Morza Śródziemnego. Ich żeglarze docierali nawet do zachodnich wybrzeży Hiszpanii.
Gdy w roku 546 p.n.e. wojska perskie dotarły do Jonii, większość mieszkańców Fokai zdecydowała się opuścić miasto i odpłynąć do Alalii na Korsyce. W 535 p.n.e. Fokajczycy starli się pod Alalią z połączonymi flotami Kartaginy i Etrusków. Ponieśli w bitwie ogromne straty i musieli opuścić Korsykę. Osiedlili się ostatecznie w Elei na południowo-zachodnim wybrzeżu Italii.
Pozostali w mieście uczestniczyli później w powstaniu miast jońskich przeciw panowaniu perskiemu.
Fokaja znana jest także dzięki Homerowi z jego Odysei. Na wyspach leżących w pobliżu miasta miały według tego eposu zamieszkiwać syreny (dziś wiadomo , że w rzeczywistości istniała tam jedna z ostatnich ostoi fok na Morzu Śródziemnym i że ich obecność mogła zainspirować opowieść Homera).